# Paraphanolophus
Paraphanolophus – rodzaj roztoczy z kohorty Trombidiformes i rodziny Erythraeidae.
Rodzaj ten został opisany w 1968 roku przez Roberta L. Smileya i umieszczony w Smarididae. W 1987 został przeniesiony do Erythraeidae przez Welbourna i Younga. Gatunkiem typowym wyznaczono Paraphanolophus metcalfei.
Roztocze te mają symetryczne i lekko na spodzie orzęsione pazurki oraz silne, sierpowate empodia stóp. Między biodrami II i III pary odnóży znajdują się 2 pary szczecin międzybiodrowych. Nasady tylnych i przednich szczecin na scutum są zbliżone do siebie. Na spodzie ciała, od wysokości przednich brzegów bioder trzeciej pary do tylnej części hysterosomy znajduje się 45 piłkowanych szczecin.
Należą tu 2 gatunki:
- Paraphanolophus halffteri Beron, 1996
- Paraphanolophus metcalfei Smiley, 1968